# Makiko Horai
Makiko Horai (jap. 宝来眞紀子 Horai Makiko; ur. 6 stycznia 1979 w Ube, w Japonii) – japońska siatkarka grająca na pozycji środkowej. Obecnie występuje w drużynie JT Marvelous.